# Надя Баттоклетті
Надя Баттоклетті (італ. Nadia Battocletti, нар. 12 квітня 2000) — італійська легкоатлетка, яка спеціалізується у бігу на довгі дистанції.

## Спортивні досягнення
Олімпійська фіналістка (7-е місце) з бігу на 5000 метрів (2021).
5-е місце з бігу на 5 км на чемпіонаті світу з шосейного бігу (2023).
Чемпіонка Європи з бігу на 5000 метрів (2024). Фіналістка (7-е місце) у цій дисципліні на чемпіонаті Європи (2022).
Чемпіонка Європи з шосейного бігу в особистому та командному заліку (2025).
Дворазова переможниця забігів на 5000 метрів на командних чемпіонатах Європи (2021, 2023).
Чемпіонка Європи серед молоді з бігу на 5000 метрів (2021). Дворазова чемпіонка Європи з кросу серед молоді (2021, 2022). Чемпіонка Європи з кросу серед молоді в командному заліку (2021). Срібна призерка чемпіонату Європи з кросу серед молоді в командному заліку (2022).
Срібна (2019, біг на 5000 метрів) та бронзова (2017, біг на 3000 метрів) призерка чемпіонатів Європи серед юніорів. Чемпіонка Європи з кросу серед юніорів (2018, 2019). Дворазова бронзова призерка чемпіонатів Європи з кросу серед юніорів в командному заліку (2017, 2019).
Рекордсменка Європи з шосейного бігу на 5 кілометрів у змішаних (за участі чоловіків) забігах — 14.32 (2025).
Багаторазова чемпіонка та рекордсменка Італії з бігу на середні та довгі дистанції та кросу.